# Vladimir Kara
Vladimir Kara (Mosca, 22 aprile 1956) è un pittore russo naturalizzato francese.

## Biografia
Il suo nome per esteso è Vladimir Alexandrovic Kara Ivanov e vive a Parigi dal 1984.
Ha esposto in sedi prestigiose, come il Museo MOCA di Pechino, il Museo Cocteau a Villefranche-sur-Mer, Palazzo Lenzi a Firenze, il Museo d'Arte Contemporanea Luigi Pecci di Prato.
Le sue opere sono state presentate in gallerie di tutto il mondo: l'Inter Art Gallery di New York, la Modevormgeving Gallery de L'Aja, la Dialogue Gallery di Ginevra, l'Anderes Ufer Gallery di Berlino e la Galleria Saphir di Parigi.
I dipinti di Kara fanno parte di collezioni private e di istituzioni culturali francesi, tra cui l'Alliance Française, La Grande Loge de France e l'Istituto Francese di Firenze.
Ha organizzato, curato ed è stato direttore artistico delle seguenti mostre collettive: 
- Born in the USSR made in France (Parigi, 2010);
- Nomad Bordes (Parigi, 2010);
- Jerusalem Celestial, Jerusalem Terrestrial (Firenze-Parigi, 2008);
- Sept manières de dire merci (Parigi - Bahrain, 2009; Dnepropetrovsk, Ucraina, 2009; Bogotà, Colombia, 2009; Padova,  Italia, 2009);
- De l'Urbain à l'Humain (Parigi, 2009).

È stato anche autore e regista del film documentario Genia Polyakov - Maître de Ballet e coreografo (Evgrafov Production, 2004), sulla vita e le opere del coreografo russo Evgeni Polyakov.

## Scenografie
Kara ha affiancato all'attività pittorica anche quella di scenografo. Tra gli spettacoli firmati da Kara:
- Quadri di una esposizione - balletto - Teatro Comunale - Maggio Musicale Fiorentino - Firenze, 1993
- La Dama delle Camelie - balletto - Teatro Comunale - Maggio Musicale Fiorentino - Firenze, 1994
- Pane, amore e...compagnia - installazione - Centro per l'arte contemporanea Luigi Pecci, Prato, Italia, 1999
- L'Etre-en-jeux est humain - balletto - Opéra Bastille, Parigi, 2001
- Apologie du couple - balletto - Opéra Garnier, Parigi, 2006

## Stile
Impiegando un vocabolario simbolico e figurativo, Kara cerca di risolvere il perenne conflitto posto dalla superficie pittorica. In una larga parte del suo lavoro ha cercato di evidenziare come tematiche bibliche e mitologiche possano far parte fondante dell'arte contemporanea, ponendo domande eterne.
(Michel Grumbach, Università de La Sorbonne, Parigi.)

## Premi
- Grand Prix International, Cannes, Francia - Secondo premio, categoria ritratti (1989)
- II Biennale Internazionale dell'Arte Contemporanea, Firenze, Italia (1999)
- Premio Italia per le Arti Figurative, Firenze, Italia (2000)
- Lauréat 2008, de L'Association Européenne de la Culture Juive